# Aldo Boffi
Aldo Boffi (Giussano, 26 gennaio 1915 – Giussano, 26 ottobre 1987) è stato un calciatore italiano, di ruolo centravanti.
A cavallo tra gli anni 1930 e 1940 si alternava nella classifica cannonieri della Serie A con Ettore Puricelli, conquistando tre titoli personali, e fu anche capocannoniere in Coppa Italia nella stagione 1936-1937.

## Caratteristiche tecniche
Soprannominato spaccareti per la voracità dei suoi tiri, così ne scrisse Il Calcio Illustrato, narrandone due aneddoti dei tempi del Seregno:
(da Il Calcio Illustrato, 1937)
Dalla penna di Ettore Berra:
(da Il Calcio Illustrato, 27 dicembre 1939)

## Carriera
Prelevato dalla Vis Nova di Giussano al costo di cinquemila lire, Boffi esordì nel Seregno, in Serie B, nel campionato 1934-1935, impressionando fin da subito per le sue doti realizzative che ne fecero attirare gli interessi di Bologna, Fiorentina e Milan. A prevalere fu la società milanese, che lo acquistò nell'estate del 1936.
Nel Milano – nome all'epoca adottato dal Milan per ragioni politiche –, con cui esordì il 1º novembre 1936 contro il Torino, giocò gli anni migliori della sua carriera, arrivando fra i migliori cannonieri della massima serie già dal secondo anno con 16 reti. Nella stagione 1938-1939 vinse il primo titolo di capocannoniere con 19 reti, in condivisione con il bolognese Ettore Puricelli. Il 20 novembre 1938 esordì anche nella nazionale contro la Svizzera, tuttavia in maglia azzurra non ebbe molta fortuna, totalizzando solo due presenze e nessuna rete.
Fu anche grazie ai suoi gol che il Milan raggiunse i migliori piazzamenti in campionato nel periodo interbellico (due terzi posti, nelle stagioni 1937-1938 e 1940-1941).
Capocannoniere anche nel campionato 1939-1940 con 24 reti, lo fu anche nell'edizione 1941-1942 con 22, diventando il secondo attaccante dopo Giuseppe Meazza a fare il tris. A tutt'oggi rimane, con 136 reti, il quinto miglior goleador della storia del Milan nonché il miglior marcatore rossonero in una singola edizione della Coppa Italia (a pari merito con Gianni Rivera), grazie alle sette reti messe a segno nell'edizione 1936-1937.
L'ultimo campionato prima dell'interruzione per la seconda guerra mondiale segnò solamente 4 reti. Una volta concluso il conflitto, nel 1945 riprese a giocare con l'Atalanta senza ottenere grandi risultati.
Tornato al Seregno, in Serie B, vi giocò dal 1946 al 1951 e in una delle sue ultime partite, nel 1949 (Seregno-Varese 7-1), segnò una quaterna, e nella stagione 1946-1947 fu capocannoniere del campionato.

## Statistiche

### Presenze e reti nei club
| Stagione       | Club           | Campionato     | Campionato | Campionato | Coppe nazionali | Coppe nazionali | Coppe nazionali | Altre coppe | Altre coppe | Altre coppe | Totale | Totale |
| Stagione       | Club           | Comp           | Pres       | Reti       | Comp            | Pres            | Reti            | Comp        | Pres        | Reti        | Pres   | Reti   |
| -------------- | -------------- | -------------- | ---------- | ---------- | --------------- | --------------- | --------------- | ----------- | ----------- | ----------- | ------ | ------ |
| 1933-1934      | Seregno        | B              | 1          | –          | –               | –               | –               | –           | –           | –           | 1      | –      |
| 1934-1935      | Seregno        | B              | 26         | 20         | –               | –               | –               | –           | –           | –           | 26     | 20     |
| 1935-1936      | Seregno        | C              | 30         | 25         | CI              | 1               | 1               | –           | –           | –           | 31     | 26     |
| 1936-1937      | Milano         | A              | 22         | 8          | CI              | 6               | 7               | –           | –           | –           | 28     | 15     |
| 1937-1938      | Milano         | A              | 24         | 16         | CI              | 4               | 3               | CEC         | 1           | –           | 29     | 19     |
| 1938-1939      | Milano         | A              | 28         | 19         | CI              | 2               | 2               | –           | –           | –           | 30     | 21     |
| 1939-1940      | Milano         | A              | 30         | 24         | CI              | 1               | –               | –           | –           | –           | 31     | 24     |
| 1940-1941      | Milano         | A              | 23         | 16         | CI              | 2               | 2               | –           | –           | –           | 25     | 18     |
| 1941-1942      | Milano         | A              | 26         | 22         | CI              | 5               | 6               | –           | –           | –           | 31     | 28     |
| 1942-1943      | Milano         | A              | 10         | 4          | CI              | 3               | 2               | –           | –           | –           | 13     | 6      |
| 1943-1944      | Milano         | CAI            | 1          | –          | –               | –               | –               | –           | –           | –           | 1      | –      |
| 1944-1945      | Milano         | TBL            | 6          | 5          | –               | –               | –               | –           | –           | –           | 6      | 5      |
| Totale Milano  | Totale Milano  | Totale Milano  | 170        | 114        |                 | 23              | 22              |             | 1           | –           | 194    | 136    |
| 1945-1946      | Atalanta       | DN             | 17         | 3          | –               | –               | –               | –           | –           | –           | 17     | 3      |
| 1946-1947      | Seregno        | B              | 36         | 32         | –               | –               | –               | –           | –           | –           | 36     | 32     |
| 1947-1948      | Seregno        | B              | 31         | 12         | –               | –               | –               | –           | –           | –           | 31     | 12     |
| 1948-1949      | Seregno        | B              | 30         | 12         | –               | –               | –               | –           | –           | –           | 30     | 12     |
| 1949-1950      | Seregno        | C              | 34         | 15         | –               | –               | –               | –           | –           | –           | 34     | 15     |
| 1950-1951      | Seregno        | B              | 10         | –          | –               | –               | –               | –           | –           | –           | 10     | –      |
| Totale Seregno | Totale Seregno | Totale Seregno | 198        | 116        |                 | 1               | 1               |             | –           | –           | 142    | 117    |
| Totale         | Totale         | Totale         | 385        | 233        |                 | 24              | 23              |             | 1           | –           | 353    | 256    |

### Cronologia presenze e reti in Nazionale
| Cronologia completa delle presenze e delle reti in nazionale ― Italia | Cronologia completa delle presenze e delle reti in nazionale ― Italia | Cronologia completa delle presenze e delle reti in nazionale ― Italia | Cronologia completa delle presenze e delle reti in nazionale ― Italia | Cronologia completa delle presenze e delle reti in nazionale ― Italia | Cronologia completa delle presenze e delle reti in nazionale ― Italia | Cronologia completa delle presenze e delle reti in nazionale ― Italia | Cronologia completa delle presenze e delle reti in nazionale ― Italia |
| Data                                                                  | Città                                                                 | In casa                                                               | Risultato                                                             | Ospiti                                                                | Competizione                                                          | Reti                                                                  | Note                                                                  |
| --------------------------------------------------------------------- | --------------------------------------------------------------------- | --------------------------------------------------------------------- | --------------------------------------------------------------------- | --------------------------------------------------------------------- | --------------------------------------------------------------------- | --------------------------------------------------------------------- | --------------------------------------------------------------------- |
| 20/11/1938                                                            | Bologna                                                               | Italia                                                                | 2 – 0                                                                 | Svizzera                                                              | Amichevole                                                            | -                                                                     |                                                                       |
| 26/11/1939                                                            | Berlino                                                               | Germania                                                              | 5 – 2                                                                 | Italia                                                                | Amichevole                                                            | -                                                                     |                                                                       |
| Totale                                                                |                                                                       | Presenze                                                              | 2                                                                     |                                                                       | Reti                                                                  | 0                                                                     |                                                                       |

## Palmarès

### Club
- Campionato italiano Serie C: 1

Seregno: 1949-1950 (girone A)

### Individuale
- Capocannoniere della Serie A: 3

1938-1939 (19 gol, a pari merito con Ettore Puricelli), 1939-1940 (24 gol), 1941-1942 (22 gol)
- Capocannoniere della Coppa Italia: 1

Coppa Italia 1936-1937 (7 gol)
- Capocannoniere della Serie B: 1

1946-1947 (32 gol)